# 狩猟税
狩猟税（しゅりょうぜい）は、日本の税制の一つであり、地方税法（昭和25年法律第226号）に基づき、道府県知事の狩猟者の登録を受ける者に対し、その道府県により課されている地方税である。都については同法より準用されている。
2004年（平成16年）3月31日に公布・施行された「地方税法及び国有資産等所在市町村交付金及び納付金に関する法律の一部を改正する法律（平成16年法律第17号）」により、狩猟者登録税と入猟税が廃止され、新設された。鳥獣の保護及び狩猟に関する行政の実施に要する費用に充てるための目的税である。

## 税率
- 網猟免許、 わな猟免許に係る登録者
  - 道府県民税の所得割の納付を要する者－8,200円
  - 道府県民税の所得割の納付を要しない者－5,500円
- 第一種銃猟免許（装薬銃及び空気銃）に係る登録者
  - 道府県民税の所得割の納付を要する者－16,500円
  - 道府県民税の所得割の納付を要しない者－11,000円
- 第二種銃猟免許（空気銃のみ）に係る登録者－5,500円

放鳥獣猟区のみに係る狩猟者の登録を受ける場合は税率が1/4に減額される。
対象鳥獣捕獲員又は認定鳥獣捕獲等事業者が登録する場合は非課税（地方税法（昭和25年法律第226号）附則第32条）。

## 納税
- 登録を受ける際、現金（収入証紙での取扱いを行っていない自治体）、府県発行の収入証紙（自治体によっては狩猟税の納税証紙）により納める。